# Seznam týmů a jezdců na Tour de France 2018
Na startovní listině Tour de France 2018  bylo celkem 198 cyklistů z 22 cyklistických stájí. 105. ročníku Tour de France nestartoval žádný Čech. 
| Číslo | Jezdec                  |
| ----- | ----------------------- |
| 121   | Jakob Fuglsang (DEN)    |
| 122   | Omar Fraile (ESP)       |
| 123   | Dmitrij Gruzděv (KAZ)   |
| 124   | Jesper Hansen (DEN)     |
| 125   | Tanel Kangert (EST)     |
| 126   | Magnus Cort (DEN)       |
| 127   | Luis León Sánchez (ESP) |
| 128   | Michael Valgren (DEN)   |

| Číslo | Jezdec                   |
| ----- | ------------------------ |
| 201   | Christophe Laporte (FRA) |
| 202   | Dimitri Claeys (BEL)     |
| 203   | Nicolas Edet (FRA)       |
| 204   | Jesús Herrada (ESP)      |
| 205   | Daniel Navarro (ESP)     |
| 206   | Anthony Perez (FRA)      |
| 207   | Julien Simon (FRA)       |
| 208   | Anthony Turgis (FRA)     |

| Číslo | Jezdec               |
| ----- | -------------------- |
| 191   | Bauke Mollema (NED)  |
| 192   | Julien Bernard (FRA) |
| 193   | Koen de Kort (NED)   |
| 194   | John Degenkolb (GER) |
| 195   | Michael Gogl (AUT)   |
| 196   | Tsgabu Grmay (ETH)   |
| 197   | Toms Skujiņš (LAT)   |
| 198   | Jasper Stuyven (BEL) |

| Číslo | Jezdec                         |
| ----- | ------------------------------ |
| 131   | Mark Cavendish (GBR)           |
| 132   | Edvald Boasson Hagen (NOR)     |
| 133   | Reinardt J. van Rensburg (JAR) |
| 134   | Serge Pauwels (BEL)            |
| 135   | Mark Renshaw (AUS)             |
| 136   | Tom-Jelte Slagter (NED)        |
| 137   | Jay Robert Thomson (JAR)       |
| 138   | Julien Vermote (BEL)           |

| Číslo | Jezdec                |
| ----- | --------------------- |
| 61    | Adam Yates (GBR)      |
| 62    | Jack Bauer (NZL)      |
| 63    | Luke Durbridge (AUS)  |
| 64    | Mathew Hayman (AUS)   |
| 65    | Michael Hepburn (AUS) |
| 66    | Damien Howson (AUS)   |
| 67    | Daryl Impey (JAR)     |
| 68    | Mikel Nieve (ESP)     |

| Číslo | Jezdec                   |
| ----- | ------------------------ |
| 51    | Vincenzo Nibali (ITA)    |
| 52    | Sonny Colbrelli (ITA)    |
| 53    | Heinrich Haussler (AUS)  |
| 54    | Gorka Izagirre (ESP)     |
| 55    | Ion Izagirre (ESP)       |
| 56    | Kristijan Koren (SLO)    |
| 57    | Franco Pellizotti (ITA)  |
| 58    | Domenico Pozzovivo (ITA) |

| Číslo | Jezdec                    |
| ----- | ------------------------- |
| 91    | Dan Martin (IRL)          |
| 92    | John Darwin Atapuma (COL) |
| 93    | Kristijan Durasek (CRO)   |
| 94    | Roberto Ferrari (ITA)     |
| 95    | Alexander Kristoff (NOR)  |
| 96    | Marco Marcato (ITA)       |
| 97    | Rory Sutherland (AUS)     |
| 98    | Oliviero Troia (ITA)      |

| Číslo | Jezdec                  |
| ----- | ----------------------- |
| 21    | Romain Bardet (FRA)     |
| 22    | Silvan Dillier (SUI)    |
| 23    | Axel Domont (FRA)       |
| 24    | Mathias Frank (SUI)     |
| 25    | Tony Gallopin (FRA)     |
| 26    | Pierre Latour (FRA)     |
| 27    | Oliver Naesen (BEL)     |
| 28    | Alexis Vuillermoz (FRA) |

| Číslo | Jezdec                      |
| ----- | --------------------------- |
| 161   | Steven Kruijswijk (NED)     |
| 162   | Robert Gesink (NED)         |
| 163   | Dylan Groenewegen (NED)     |
| 164   | Amund Grøndahl Jansen (NOR) |
| 165   | Paul Martens (GER)          |
| 166   | Primož Roglič (SLO)         |
| 167   | Timo Roosen (NED)           |
| 168   | Antwan Tolhoek (NED)        |

| Číslo | Jezdec                   |
| ----- | ------------------------ |
| 71    | Nairo Quintana (COL)     |
| 72    | Andrey Amador (CRC)      |
| 73    | Daniele Bennati (ITA)    |
| 74    | Imanol Erviti (ESP)      |
| 75    | Mikel Landa (ESP)        |
| 76    | José Joaquin Rojas (ESP) |
| 77    | Marc Soler (ESP)         |
| 78    | Alejandro Valverde (ESP) |

| Číslo | Jezdec                  |
| ----- | ----------------------- |
| 111   | Peter Sagan (SVK)       |
| 112   | Maciej Bodnar (POL)     |
| 113   | Marcus Burghardt (GER)  |
| 114   | Rafał Majka (POL)       |
| 115   | Gregor Mühlberger (AUT) |
| 116   | Daniel Oss (ITA)        |
| 117   | Pawel Poljanski (POL)   |
| 118   | Lukas Pöstlberger (AUT) |

| Číslo | Jezdec                     |
| ----- | -------------------------- |
| 1     | Chris Froome (GBR)         |
| 2     | Egan Bernal (COL)          |
| 3     | Jonathan Castroviejo (ESP) |
| 4     | Michał Kwiatkowski (POL)   |
| 5     | Gianni Moscon (ITA)        |
| 6     | Wout Poels (NED)           |
| 7     | Luke Rowe (GBR)            |
| 8     | Geraint Thomas (GBR)       |

| Číslo | Jezdec                  |
| ----- | ----------------------- |
| 171   | André Greipel (GER)     |
| 172   | Tiesj Benoot (BEL)      |
| 173   | Jasper De Buyst (BEL)   |
| 174   | Thomas De Gendt (BEL)   |
| 175   | Jens Keukeleire (BEL)   |
| 176   | Tomasz Marczynski (POL) |
| 177   | Marcel Sieberg (GER)    |
| 178   | Jelle Vanendert (BLR)   |

| Číslo | Jezdec                    |
| ----- | ------------------------- |
| 101   | Julian Alaphilippe (FRA)  |
| 102   | Tim Declercq (BEL)        |
| 103   | Fernando Gaviria (COL)    |
| 104   | Philippe Gilbert (BEL)    |
| 105   | Bob Jungels (LUX)         |
| 106   | Yves Lampaert (BEL)       |
| 107   | Maximiliano Richeze (ARG) |
| 108   | Niki Terpstra (NED)       |

| Číslo | Jezdec                       |
| ----- | ---------------------------- |
| 11    | Rigoberto Urán (COL)         |
| 12    | Simon Clarke (AUS)           |
| 13    | Lawson Craddock (USA)        |
| 14    | Felipe Daniel Martinez (COL) |
| 15    | Taylor Phinney (USA)         |
| 16    | Pierre Rolland (FRA)         |
| 17    | Thomas Scully (NZL)          |
| 18    | Sep Vanmarcke (BEL)          |

| Číslo | Jezdec                  |
| ----- | ----------------------- |
| 151   | Arnaud Démare (FRA)     |
| 152   | David Gaudu (FRA)       |
| 153   | Jacopo Guarnieri (ITA)  |
| 154   | Olivier Le Gac (FRA)    |
| 155   | Tobias Ludvigsson (SWE) |
| 156   | Rudy Molard (FRA)       |
| 157   | Ramon Sinkeldam (NED)   |
| 158   | Arthur Vichot (FRA)     |

| Číslo | Jezdec                   |
| ----- | ------------------------ |
| 141   | Ilnur Zakarin (RUS)      |
| 142   | Ian Boswell (USA)        |
| 143   | Robert Kišerlovski (CRO) |
| 144   | Marcel Kittel (GER)      |
| 145   | Pavel Košetkov (RUS)     |
| 146   | Tony Martin (GER)        |
| 147   | Nils Politt (GER)        |
| 148   | Rick Zabel (GER)         |

| Číslo | Jezdec                   |
| ----- | ------------------------ |
| 81    | Richie Porte (AUS)       |
| 82    | Patrick Bevin (NZL)      |
| 83    | Damiano Caruso (ITA)     |
| 84    | Simon Gerrans (AUS)      |
| 85    | Stefan Küng (SUI)        |
| 86    | Michael Schar (SUI)      |
| 87    | Greg Van Avermaet (BEL)  |
| 88    | Tejay van Garderen (USA) |

| Číslo | Jezdec                     |
| ----- | -------------------------- |
| 31    | Michael Matthews (AUS)     |
| 32    | Tom Dumoulin (NED)         |
| 33    | Nikias Arndt (GER)         |
| 34    | Simon Geschke (GER)        |
| 35    | Chad Haga (USA)            |
| 36    | Søren Kragh Andersen (DEN) |
| 37    | Laurens ten Dam (NED)      |
| 38    | Edward Theuns (BEL)        |

| Číslo | Jezdec                         |
| ----- | ------------------------------ |
| 211   | Guillaume Martin (FRA)         |
| 212   | Thomas Degand (BEL)            |
| 213   | Timothy Dupont (BEL)           |
| 214   | Marco Minnaard (NED)           |
| 215   | Yoann Offredo (FRA)            |
| 216   | Andrea Pasqualon (ITA)         |
| 217   | Dion Smith (NZL)               |
| 218   | Guillaume Van Keirsbulck (BEL) |

| Číslo | Jezdec                 |
| ----- | ---------------------- |
| 181   | Lilian Calmejane (FRA) |
| 182   | Thomas Boudat (FRA)    |
| 183   | Sylvain Chavanel (FRA) |
| 184   | Jérôme Cousin (FRA)    |
| 185   | Damien Gaudin (FRA)    |
| 186   | Fabien Grellier (FRA)  |
| 187   | Romain Sicard (FRA)    |
| 188   | Rein Taaramäe (EST)    |

| Číslo | Jezdec               |
| ----- | -------------------- |
| 41    | Warren Barguil (FRA) |
| 42    | Maxime Bouet (FRA)   |
| 43    | Elie Gesbert (FRA)   |
| 44    | Romain Hardy (FRA)   |
| 45    | Kevin Ledanois (FRA) |
| 46    | Amaël Moinard (FRA)  |
| 47    | Laurent Pichon (FRA) |
| 48    | Florian Vachon (FRA) |